# Jednoelektronová redukce
Jednoelektronová redukce je organická redoxní reakce, při níž se přenáší elektron z donorové sloučeniny na organický substrát. Liší se od dvouelektronových redukcí, jako jsou přenosy hydridových iontů.
Prvním meziproduktem je často radikálový anion, který poté vstupuje do dalších reakcí; například při Birchově redukci jde o odštěpení protonu z alkoholu. Redukce alkynů na alkeny sodíkem v kapalném amoniaku probíhá podobně. První radikálový anion odštěpí proton z amoniaku, čímž vznikne radikál. Ve druhém kroku vznikne anion, jenž také odštěpí proton a vytvoří se neutrální alken.
Ve Wurtzově reakci se dimerizují radikálové meziprodukty. Obdobně lze přeměnit aceton na pinakol pomocí hořčíkového amalgámu v pinakolovém párování. Acyloinové kondenzace spojují dvě karboxylové kyseliny za vzniku α-hydroxyketonů. Reakce tohoto druhu bývají také nazývány redukčními párováními. Při Clemmensenově redukci se, za přítomnosti zinkového amalgámu, mění keton na alkan, meziproduktem je organozinečnatý karbenoid.
Organické molekuly bohaté na elektrony, například tetrakis(dimethylamino)ethylen (TDAE), jsou účinnými redukčními činidly, schopnými vytvářet anionty z halogenalkanů, jako je například 5-chlormethyl-6-nitrobenzo[1,3]dioxol:
Redukční potenciál jednoelektronové redukce dané molekuly lze určit z její elektronové afinity; například u molekulového kyslíku vychází 1,07(1) eV.
Při jednoelektronových redukcích se často využívá fotoredoxní katalýza.